# Secamone minutiflora
Secamone minutiflora là một loài thực vật có hoa trong họ La bố ma. Loài này được (Woodson) Tsiang miêu tả khoa học đầu tiên năm 1939.